# Urbain Maguès
Urbain Jean Louis Maguès, né à Toulouse le 23 février 1807 et mort au château de Massoulard le 17 octobre 1876, est un ingénieur français.

## Biographie
Il est le fils de Louise Marie Pech et de Jean-Polycarpe Maguès, lui-même ingénieur. Il a été admis à l'École polytechnique de Paris en novembre 1826 puis à l'École des ponts et chaussées le 20 novembre 1829.

## Carrière
Le 1er mai 1830, il est envoyé en mission dans le département de la Haute-Garonne au service du canal du Midi. Il devient aspirant ingénieur en 1835, puis ingénieur ordinaire de deuxième classe dans le courant de la même année. En 1842, il devient ingénieur de première classe. Urbain Maguès reçoit la distinction de chevalier de la Légion d'honneur en 1845, suivant ainsi l'exemple de son père également distingué. Il est ingénieur en chef de deuxième classe en 1850 puis ingénieur de première classe en 1851. Il prend sa retraite en 1868 avec le titre d'inspecteur général honoraire des Ponts et Chaussées. 
L'essentiel de sa carrière se déroule au service du canal du Midi. Prenant la succession de son père comme directeur des travaux — à ce titre, ils sont cités à quatre reprises dans la chronologie des grands travaux sur le canal du Midi, entre 1806 (intervention sur le pont-aqueduc de l'Hers) et 1854 (construction du pont-canal de l'Orb) —, il est toujours actif lorsque, en 1858, la Compagnie des Chemins de fer prend en fermage le canal du Midi. Dans la foulée est créé le Service des Canaux, dont Urbain Maguès devient le premier directeur. Il est également membre du conseil local des bâtiments civils de Toulouse de 1859 à 1865.
La société Voies navigables de France, représentée notamment par son Directeur général, à l'occasion du « baptême » des cales de radoub de Toulouse, en novembre 2011, a « rendu hommage à deux ingénieurs qui ont profondément marqué l'image du canal du Midi : Jean-Polycarpe et Urbain Maguès ».

### Œuvres construites
On lui doit plusieurs projets à Toulouse. Il est l'auteur du plan des percées, les rues Longitudinale et Transversale, les actuelles rue d'Alsace-Lorraine et rue de Metz. Ces deux rectilignes se coupent en angle droit au cœur de la ville et ont une largeur de 15 m. Elles sont bordées d'immeubles d'une hauteur uniforme de 17,8 m. Ces percées, formant la grande croisée chère à l'haussmannisme, permirent enfin une traversée correcte de la ville toulousaine. Leur réalisation, durant plusieurs phases de travaux, n'est terminée qu'en 1914. Le projet se présente comme une adaptation à échelle réduite du modèle parisien.
Hormis ces deux rues, on doit plusieurs édifices à Maguès père et fils :
- le pont-canal du Fresquel (1810)
- l'aménagement du port Saint-Sauveur à Toulouse (1830)
- la construction du bâtiment des Archives du Canal du Midi (1830)
- la construction de plusieurs ponts dont du Ségala, près de Naurouze (1839) et le pont Riquet à Toulouse (1845)
- le pont-canal de l'Orb (1854) inscrit aux monuments historiques.
- les ouvrages du Libron (système de franchissement du Libron en crue) (1858) inscrits aux monuments historiques.

### Conflit lié à l'achèvement du Capitole
Le monopole accordé par la ville à Urbain Maguès pour tous ses projets d'envergure entre 1864 et 1868, au détriment des architectes locaux, causa un conflit avec publication : il y eut même des pétitions au conseil municipal. Ce monopole touchait l'achèvement du Capitole, cœur des débats municipaux depuis 100 ans et le tracé des percées. Il s’agit d'un des conflits toulousains opposant deux corps professionnels, les architectes et les ingénieurs.

## Les «plans Maguès»
Trois plans originaux concernant la ville de Revel ont été retrouvés, en 2009, dans les archives de Jean-Polycarpe et Urbain Maguès, que la famille conservait depuis 130 ans. L'ensemble de ces documents, comprenant les plans et des courriers de 1830 adressés à Urbain Maguès, ont été donnés à la mairie de Revel. Ils complètent les documents conservés aux archives départementales, ainsi que les archives des Voies navigables de France, et ont permis d'approfondir les travaux historiques sur la défense de la cité.

## Publications
- Canal du Midi - Rapport à l'appui de l'avant-projet du pont-canal ou pont aqueduc de l'Orb à Béziers, Toulouse, [S.n], 1853 (OCLC 888354553).